# Kullö
Kullö is een plaats en eiland in de gemeente Vaxholm in het landschap Uppland en de provincie Stockholms län in Zweden. De plaats heeft 539 inwoners (2005) en een oppervlakte van 22 hectare.